# Liste der Naturdenkmale in Reinheim
Die Liste der Naturdenkmale in Reinheim nennt die in Reinheim im Landkreis Darmstadt-Dieburg in Hessen gelegenen Naturdenkmale. Sie sind nach § 28 Bundesnaturschutzgesetz (BNatschG) geschützt.
| Bild                          | Bezeichnung                                        | Ortsteil, Lage                           | Beschreibung | Art | Nr. |
| ----------------------------- | -------------------------------------------------- | ---------------------------------------- | --- | --- | --- |
| mehr Fotos \| Fotos hochladen | Lösswand am Fußpfad Bahnhof Georgenhausen–Zeilhard | Zeilhard 49° 49′ 51,5″ N, 8° 47′ 46,8″ O | Freiliegender Lösshang am Pfad zum ehemaligen Bahnhaltepunkt, östlich von Dilshofen. Naturdenkmal etwa 100 × 15 m, davon 30 m Lösshang mit Halbtrockenrasen und Bestand von Großem Windröschen. Gehölzbestand als Vogelbrutstätte. |     |     |

## Belege
1. ↑  
Karte "Umweltschutz". BürgerGIS Landkreis Darmstadt-Dieburg. Landkreis Darmstadt-Dieburg, abgerufen am 4. April 2020.
2. ↑  
Verordnung zur Sicherung von Naturdenkmalen im Landkreis Dieburg. (pdf; 26 kB) Der Kreisausschuß des Landkreises Dieburg, 27. Mai 1959, abgerufen am 21. Juli 2016.
3. ↑  
Horst Bathon, Georg Wittenberger: Die Naturdenkmale des Landkreises Darmstadt-Dieburg mit Biotop-Touren, 2. erweiterte und vollständig überarbeitete Auflage. Hrsg.: Kreisausschuss des Landkreises Darmstadt-Dieburg – Untere Naturschutzbehörde (= Schriftenreihe Landkreis Darmstadt-Dieburg). Darmstadt 2016, ISBN 978-3-00-050136-4, S. 149–153.

- Karte mit allen Koordinaten:
- OSM |
- WikiMap